# Коммутируемый доступ
Коммутируемый доступ (англ. dial-up — «набор номера, дозвон») — сервис, позволяющий компьютеру, используя модем и телефонную сеть общего пользования, подключаться к другому компьютеру (серверу доступа) для инициализации сеанса передачи данных (например, для доступа в сеть Интернет). Обычно dial-up’ом называют только доступ в Интернет на домашнем компьютере или удаленный модемный доступ в корпоративную сеть с использованием двухточечного протокола PPP (теоретически можно использовать и устаревший протокол SLIP).

## Доступность
Телефонная связь через модем не требует никакой дополнительной инфраструктуры, кроме телефонной сети. Поскольку телефонные пункты доступны во всём мире, такое подключение остается полезным для путешественников. Подключение к сети с помощью модема по обычной коммутируемой телефонной линии связи — единственный выбор, доступный для большинства сельских или отдалённых районов, где получение широкополосной связи невозможно из-за низкой плотности населения и требований. Иногда подключение к сети с помощью модема предлагается бесплатно, хотя широкополосная сеть теперь всё более и более доступна по более низким ценам в большинстве стран.
Однако в некоторых странах коммутируемый доступ в Интернет остается основным в связи с высокой стоимостью широкополосного доступа, а иногда и отсутствием востребованности услуги у населения. Дозвон требует времени, чтобы установилась связь (несколько секунд, в зависимости от местоположения) и было выполнено подтверждение связи прежде, чем передача данных сможет осуществиться.
Стоимость доступа в Интернет через коммутируемый доступ часто определяется по времени, проведённому пользователем в сети, а не по объёму трафика. Доступ по телефонной линии — это непостоянная или временная связь, потому что по желанию пользователя или ISP рано или поздно будет разорвана. Провайдеры услуг Интернета зачастую устанавливают ограничение на продолжительность связи и разъединяют пользователя по истечении отведённого времени, вследствие чего необходимо повторное подключение.
В августе 2025 года американский провайдер AOL объявил, что 30 сентября 2025 года прекратит поддержку диал-апа.

## Производительность
У модемных подключений максимальная теоретическая скорость составляет 56 кбит/с (при использовании протоколов V.90 или V.92), хотя на практике скорость редко превышает 40—45 кбит/с, а в подавляющем большинстве случаев держится на уровне не более 30 кбит/с. Такие факторы, как шум в телефонной линии и качество самого модема играют большую роль в значении скоростей связи. В некоторых случаях в особенно шумной линии скорость может падать ниже 15 кбит/с. У телефонного соединения через модем обычно большое время задержки, которое доходит до 400 миллисекунд или более и которое делает онлайн игры и видео конференц-связь крайне затруднительными или же полностью невозможными. Игры от первого лица являются самыми чувствительными ко времени отклика, делая игру на модеме непрактичной, однако некоторые игры, такие как Star Wars Galaxies, The Sims, Warcraft 3, Guild Wars и Unreal Tournament, Ragnarok Online, всё-таки способны функционировать на подключении в 56 кбит/с.

### Использование сжатия, для превышения скорости в 56 кбит/с
Сегодняшние стандарты V.42, V.42bis и стандарт V.44 позволяют модему передавать данные быстрее, чем его тарифная ставка подразумевала бы. Например, связь на 53,3 кбит/с с V.44 может передать до 53,3 × 6 = 320 кбит/с, используя чистый текст. Проблема состоит в том, что сжатие имеет тенденцию становиться лучше или хуже со временем в связи с шумом на линии или при передаче уже сжатых файлов (то есть не поддающихся дополнительному сжатию файлов архивов ZIP, изображений JPEG, аудио MP3, видео MPEG). В среднем модем может пересылать сжатые файлы со скоростью примерно в 50 кбит/с, несжатые файлы — 160 кбит/с, чистый текст — со скоростью 320 кбит/с. В таких ситуациях небольшое количество памяти в модеме (буфер) используется, чтобы держать данные, пока они сжимаются и посылаются через телефонную линию, но чтобы предотвратить переполнение буфера, иногда компьютеру приходится делать паузу потока передачи. Это достигается за счет управления потоками аппаратных средств, с использованием дополнительных перехватчиков на связи компьютер-модем. Компьютер сообщает модему, что готов передавать данные на высокой скорости, такой как 320 кбит/с, а модем отвечает компьютеру, когда начать или прекратить посылать данные.

#### Сжатие ISP
Когда основанные на телефоне модемы 56 Кбит начинали терять популярность, некоторые провайдеры услуг Интернета, такие как Netzero и Juno, начали использовать предварительное сжатие, чтобы увеличить пропускную способность и поддержать клиентскую базу. Например, Netscape ISP использует программу сжатия, которая сжимает изображения, текст и другие объекты до отправки их через телефонную линию. Сжатие со стороны сервера работает эффективнее, чем «непрерывное» сжатие, поддерживающееся V.44-модемами. Обычно текст на веб-сайтах уплотнен к 5 %, таким образом пропускная способность увеличивается приблизительно до 1000 кбит/с, и изображения сжаты с потерями к 15—20 %, что увеличивает пропускную способность до ~350 кбит/с.
Недостаток этого подхода — потеря качества: графика приобретает артефакты сжатия, однако скорость резко увеличивается, и пользователь может вручную выбирать и рассматривать несжатые изображения в любое время. Провайдеры, использующие такой подход, рекламируют это как «скорость DSL по обычным телефонным линиям» или просто «высокоскоростной dialup».

### Замена широкополосной сетью
Начиная с (приблизительно) 2000 года широкополосный доступ в Интернет по технологии DSL заменил доступ через обычный модем во многих частях мира. Широкополосная связь типично предлагает скорость начиная от 64 кбит/с и выше за меньшую цену, нежели dialup. Все увеличивающийся объём контента в таких областях, как видео, развлекательные порталы, СМИ и пр., уже не позволяет сайтам работать на dialup-модемах. Однако, во множестве областей коммутируемый доступ все ещё остается востребованным, а именно там, где высокая скорость не требуется. Отчасти это происходит из-за того, что в некоторых регионах прокладка широкополосных сетей экономически невыгодна или по тем или иным причинам невозможна. Хотя существуют технологии беспроводного широкополосного доступа, но из-за высокой стоимости инвестиций, низкой доходности и плохого качества связи сложно организовать необходимую инфраструктуру. Некоторые операторы связи, предоставляющие dialup, ответили на все увеличивающуюся конкуренцию, понижая тарифы к значениям 150 рублей в месяц и делающие dialup привлекательным выбором для тех, кто просто желает читать электронную почту или просматривать новости в текстовом формате.

### Список dialup скоростей
Эти данные являются максимальными значениями, реальные значения заметно хуже (например, из-за зашумлённых телефонных линий).
|                                                   |                     |  |  |  |  |
| Модем 110 бод (Bell 101)                          | 0,1 кбит/с          |  |  |  |  |
| Модем 300 (300 бод) (Bell 103 или V.21)           | 0,3 кбит/с          |  |  |  |  |
| Модем 1200 (600 бод) (Bell 212A или V.22)         | 1,2 кбит/с          |  |  |  |  |
| Модем 2400 (600 бод) (V.22bis)                    | 2,4 кбит/с          |  |  |  |  |
| Модем 2400 (1200 бод) (V.26bis)                   | 2,4 кбит/с          |  |  |  |  |
| Модем 4800 (1600 бод) (V.27ter)                   | 4,8 кбит/с          |  |  |  |  |
| Модем 9600 (2400 бод) (V.32)                      | 9,6 кбит/с          |  |  |  |  |
| Модем 14.4 (2400 бод) (V.32bis)                   | 14,4 кбит/с         |  |  |  |  |
| Модем 28.8 (3200 бод) (V.34)                      | 28,8 кбит/с         |  |  |  |  |
| Модем 33.6 (3429 бод) (V.34)                      | 33,8 кбит/с         |  |  |  |  |
| Модем 56k (8000/3429 бод) (V.90)                  | 56,0/33,6 кбит/с    |  |  |  |  |
| Modem 56k (8000/8000 бод) (V.92)                  | 56,0/48,0 кбит/с    |  |  |  |  |
| Аппаратная компрессия (переменная) (V.90/V.42bis) | 56,0-220,0 кбит/с   |  |  |  |  |
| Аппаратная компрессия (переменная) (V.92/V.44)    | 56,0-320,0 кбит/с   |  |  |  |  |
| Веб-компрессия на стороне сервера (переменная)    | 100,0-1000,0 кбит/c |  |  |  |  |

У модемов 56К скорость передачи ниже, чем скорость приема.
- V.90 - 3Com USR - 56k
- V.90 - RockWeller - 56k
- ZyXEL Omni 56K
- V.90 - Momenta 56DSP
- V.34 - Sindrome 21600
- V.80 - Helicopter
- V.34 - RockWeller - 33.6k
- V.92 - ElCom HSP PCI Fax modem - 56k